# Johann Gottfried Zehler

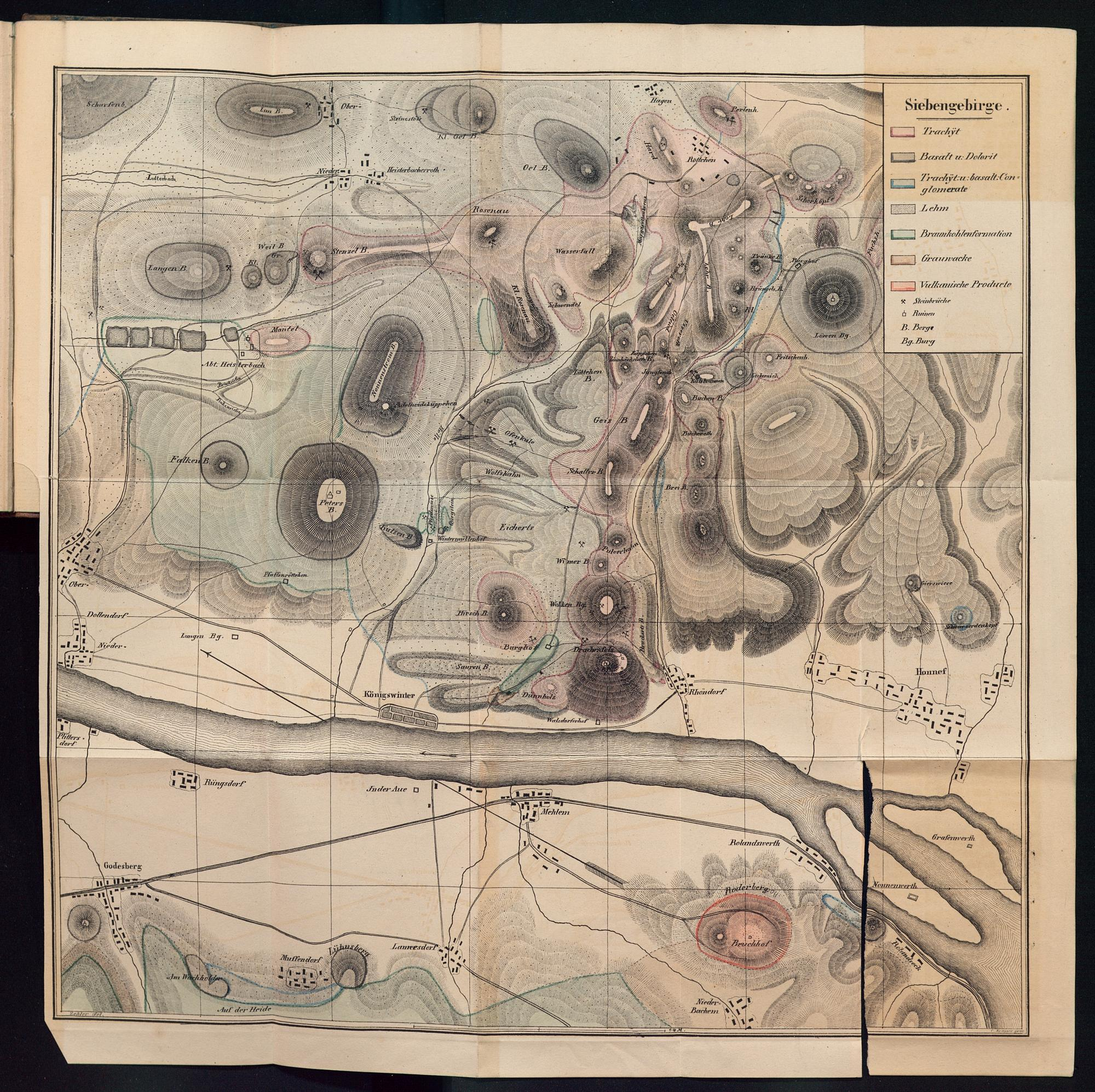
Geologische Karte des Siebengebirges von Johann Gottfried Zehler (1837)

Johann Gottfried Zehler (* 1811 in Gröben; †  1873 in Zeitz) war ein deutscher Lehrer und Naturforscher.

## Leben
Johann Gottfried Zehler studierte bei Georg August Goldfuss an der Rheinischen Friedrich-Wilhelms-Universität Bonn und wirkte nach seinem Studium von 1836 bis 1838 als Naturkundelehrer in Krefeld. Er war auswärtiges Mitglied des Seminars für die gesamten Naturwissenschaften bei der rheinischen Friedrich-Wilhelms-Universität und mit Hermann Friedrich Emmrich, Heinrich Ernst Beyrich und Gustav Wohlers befreundet, denen er seine 1837 veröffentlichte Schrift über das Siebengebirge widmete. Dabei erstellte er im Maßstab von etwa 1:25000 eine geologische Karte des Siebengebirges in Nordostausrichtung und führt in seinem Werk neben anderen Fundorten auch die ihm bekannten Fossilien von dem heute als Fossillagerstätte Rott bezeichneten Fundort auf. In späteren Jahren führte er als Privatgelehrter die Kapitelschenke in Zeitz.

## Schriften
- Das Siebengebirge und seine Umgebungen nach den interessanteren Beziehungen dargestellt. Funcke, Crefeld 1837 (Digitalisat)